# Rubbiatron
Ne doit pas être confondu avec Réacteur nucléaire piloté par accélérateur.
Un Rubbiatron est un type de réacteur nucléaire sous-critique dans lequel l'énergie cinétique de particules chargées est utilisée pour entretenir la réaction. 
Celle-ci produit suffisamment d'énergie pour approvisionner un accélérateur de particules avec une plus-value énergétique.

## Histoire
Le concept du Rubbiatron est attribué à Carlo Rubbia, physicien nucléaire, prix Nobel de physique et ancien directeur du CERN. Sa proposition de 1993 repose sur un synchrotron qui accélérerait des protons entre 800 MeV et 1 GeV, et une cible de thorium refroidie au plomb.
Ce type de réacteur, et notamment le réacteur hybride piloté par accélérateur (ADS), n'a pas été retenu parmi les concepts du forum génération IV, mais certains estiment que « la possibilité offerte de transmuter les déchets nucléaires (actinides mineurs, …) de manière contrôlée (...) amène à penser qu’il est également utile de présenter cette technologie innovante dans la gestion des déchets nucléaires de moyenne et longue vie ».

## Avantages
Comparé à un réacteur conventionnel, le Rubbiatron présenterait les avantages suivants : 
- la conception « sous-critique » exclut tout risque d'excursion de criticité. En cas d'accident, la réaction s'arrête d'elle-même et le réacteur refroidit. Il est toutefois théoriquement possible que le réacteur fonde si le liquide de refroidissement est perdu. Cette conception rend le risque terroriste négligeable ;
- le thorium est 4 fois plus abondant que l'uranium, ce qui élimine ainsi les problèmes politiques et stratégiques liés à l'approvisionnement, ainsi que les coûts de la séparation isotopique. Au taux de consommation actuel, les réserves mondiales de thorium suffisent pour plusieurs millénaires d'exploitation[réf. nécessaire] ;
- le thorium est très répandu et très bien réparti sur Terre. Pas de risque de conflit pour cette ressource ;
- le Rubbiatron produit très peu de plutonium, ce qui réduit les risques de prolifération nucléaire (il faut toutefois considérer la possibilité d'employer l'uranium 233 dans des armes ou comme métal lourd) ;
- le concept permet l'utilisation du plutonium comme « carburant » du réacteur, ce qui permettrait d'en diminuer les réserves ;
- les produits de désintégration ont des demi-vies plus courtes que celles des produits des réacteurs classiques. Les déchets d'un Rubbiatron se ramènent en 500 ans, soit au niveau de radioactivité de la cendre de charbon (qui peut être légèrement radioactive dans le cas des charbons contenant naturellement de l'uranium) ;
- on peut y détruire les déchets très dangereux existants ;
- le concept scientifique a déjà été validé en laboratoire. Le Rubbiatron est au stade du développement de l'ingénieur, par opposition à la fusion nucléaire qui demande encore des recherches théoriques fondamentales ;
- même en comptant les coûts de démantèlement des installations et le cycle du carburant, le Rubbiatron est plus économique que les réacteurs de conception classique ;
- un Rubbiatron de petite taille peut être construit, ce qui en fait un système plus adapté aux pays dont les réseaux électriques sont peu développés ;
- la sûreté du système et du transport du combustible en fait une technologie adaptée aux pays en voie de développement et aux zones fortement habitées ;
- des synchrotrons assez puissants pour un Rubbiatron sont déjà en service de par le monde.

## Désavantages
- le système est techniquement complexe ;
- chaque réacteur demande son propre synchrotron, ce qui est coûteux.

## Principes et faisabilité
Le Rubbiatron utilise un accélérateur synchrotron pour produire un faisceau de protons de haute énergie. 
Ceux-ci répartissent leur énergie par spallation en de multiples fragments, dont un grand nombre de neutrons. Il est possible d'utiliser un « amplificateur de neutrons » pour augmenter le flux neutronique (un film fin de matière fissile autour de la source). 
Il existe des études sur l'amplification de neutrons dans les réacteurs de type CANDU . Le type CANDU est sur-critique, mais la plupart des concepts peuvent être appliqués aux réacteurs sous-critiques : les noyaux de thorium absorbent les neutrons et se désintègrent en uranium 233, un isotope fissile qui n'existe pas dans la nature ; les neutrons modérés entraînent la fission de l'uranium 233 qui produit de l'énergie.